# Palanpur Agency

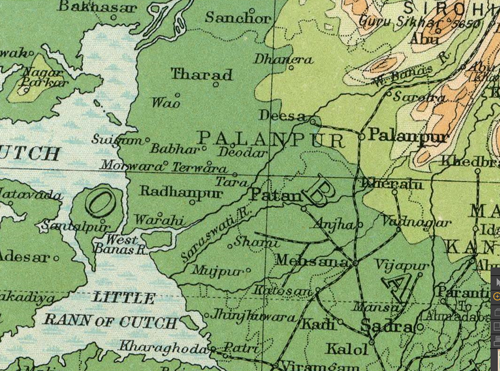
Karte 1922

Die Pālanpur Agency war eine 1820 bis 1924 bestehende verwaltungsmäßige Gruppierung von elf indischen Fürstenstaaten zur Zeit der Kolonialherrschaft im äußersten Norden der Bombay Presidency. Neben Rewa Kantha, Mahi Kantha (östlich) und Kathiawar (südlich) war sie die vierte Agency in Gujarat. Benannt ist sie nach dem bedeutendsten Staat. Im Norden grenzte sie an die Staaten Udaipur und Sirohi, im Westen an den Rann von Kutch. Ihre geographische Lage erstreckte sich etwa zwischen 23° 25' and 24° 41' N. sowie 71° 16' und 72° 46' O. Sie war 16494 km² groß. Die Volkszählungen ergaben 1872 508526, 1881 576478, 1891 645526 und 1901 467271 Bewohner. Die gesamte Region galt zur Kolonialzeit als rückständig. Die Staaten der Agency waren 1924–1944 in die Western India States Agency integriert.

## Geschichte
Die Region stand, wie praktisch alle Gebiete des zentralen Gujarat vom 8. bis 13. Jahrhundert unter verschiedenen Rajputen-Dynastien. Sodann folgte die Herrschaft der Khiljl und Tughlak Shahi von Delhi aus, die 1403 von den Sultanen von Ahmadabad abgelöst wurden. Ab 1573 herrschten die Moguln, die 1757 von den Mahraten verdrängt wurden. Die britische Verbindung begann 1809 zunächst mit Pālanpur. 1813 wurde dann Rādhanpur unter Kontrolle gebracht, die restlichen kleineren Staaten folgten bis 1819, um Schutz vor den Raubzügen aus Sindh zu erhalten. Etliche Staaten schlossen 1820 Abkommen zum Opiumanbau.
Das Erdbeben vom 15. Dez. 1882 verwüstete weite Teile der Region, die seit 1896 immer wieder ausbrechende Pest und die katastrophalen Hungersnöte der Jahrhundertwende dezimierten die Bevölkerung. Einzelne Bezirke verloren 1899–1902 bis zu 60 % ihrer Bewohner. Besonders 1899–1900 kam es zum Massensterben der Haustiere. Wegen fehlender Zugtiere dauerte die Erholung der Landwirtschaft, nachdem sich die Monsun-Regenfälle wieder normalisiert hatten, noch länger als anderswo. Die Bevölkerungszahlen von 1890 wurden oft erst in den 1930ern wieder erreicht. Während der letzten großen Hungersnot erhielten im Juli 1900 im Durchschnitt 92400 Personen Unterstützung. Um die Rationen, die weniger als die Hälfte dessen ausmachten was einem Sträfling zustand, zu erhalten, musste schwerste körperliche Arbeit geleistet werden. Die Kosten wurden den Staaten auferlegt, die sich dadurch massiv verschuldeten. Das Gesamtsteueraufkommen betrug 1903 ca. 1,54 Millionen. Stark betroffen war man auch von der Influenza-Epidemie 1918/19.

## Organisation
Der zuständige Kolonialbeamte, als Superintendent bezw. Political Agent, hatte seinen Sitz im Hauptort des namensgebenden Fürstenstaates Pālanpur. Die Briten verzichteten nach 1825 auf Tributzahlungen. Um die Gebiete der „wilden“ tribals, meist Angehörige des Stammes der Koli, besser ruhig halten zu können, wurden in kleineren Staaten Agents (kārkuns, später thānadārs genannt) eingesetzt. Genaue Landaufnahmen fanden erst nach 1910 ihren Abschluss.
Wie auch in der Mahi Kantha Agency wurden die Staaten in Klassen eingeteilt, wobei sich diese hauptsächlich dadurch unterschieden in welchem Umfang der örtliche Herrscher die Gerichtsbarkeit ausüben durfte.
1. Klasse
Die beiden Nawab Sahibs dieser Klasse hatten beide das Recht auf 11 Schuss Salut. Sie gehörten damit automatisch der 1921 geschaffenen Chamber of Princes an. Man hatte das Recht der Blutsgerichtsbarkeit. Lediglich Verfahren, in denen wegen eines Kapitalverbrechens gegen (weiße) britische Untertanen verhandelt werden sollte, bedurften der Zustimmung des Agents.
- Pālanpur: Der Diwan, ab 1910: Nawab Sahib, herrschte 1901 über 222000 Untertanen auf 8127 km². Von den 1901 erhobenen 729199 Rs. Steuern mussten an den Maharaja von Baroda 38438 als Tribut abgeführt werden. Das Land wurde 1594 von Angehörigen der ursprünglich afghanischen Lohani-Dynastie geschaffen. 1947 regierte sie in der 30. Generation. Verträge mit den Briten wurden 1809 und 1813 geschlossen, ein Protektorat bestand ab 1817. Der Raja hielt sich 1891 noch eine Armee genannte Ehrengarde von 294 Kavalleristen, 697 Infanteristen mit 80 Geschützen, meist veralteten Vorderladern.
- Radhanpur. Der Nawab Sahib hatte 1901 61548 überlebende Untertanen, die auf 2967 km² in 160 Dörfern lebten. Man leistete sich 1891 eine Armee von  248 Berittenen, 362 Infanterie und 10 Geschützen. Die Bevölkerung stieg bis 1941 auf 70530 in 173 Dörfern und bezahlte ca. 800000 Rs. Steuern. Man zahlte keinen Tribut, erhielt 1901 jedoch 1712 Rs. von 18 umliegenden Dörfern. Die Babi-Dynastie regierte seit der Zeit Humayuns.

4. und 5. Klasse
- Tharād und Morwara, in der 4. Klasse, war 2425 km² groß. Die Einwohnerzahl betrug 1891 65494, 1901 49462. Der Anteil der Grundsteuer war mit 19800 von insgesamt 51000 Rs. (1903) vergleichsweise gering. Das Herrschergeschlecht stammte von den Waghela-Rajputen und hatte Morwara seit 1508 sowie Tharād seit 1759 inne. Die Herrscherreihe seit Eroberung des letzteren war 1) Khanhji († 1786), 2) Harabhumji († 1823), 3) Karan Singhji († 1859), gefolgt von seinem Enkel, 4) Khengarsinghji (*1836, reg. ab 1860, † 1892), 5) Abhaisinghji († 1910), 6) Daulatsinhji Abhaisinhji († 1921), 7) Bhimsinhji Daulatsinhji (*1900, reg. 19. Feb. 1921 – 1947)

- Vāv (= Wai, Way, Wao), in der 5. Klasse, hatte 980,4 km² und 1891 27745 Einwohner, wovon 1901 noch 8226 Seelen lebten, die in 26 Dörfern wohnten. An Mārwār war Tribut zu zahlen, der 1/20 der erhobenen Steuern (1870: 8600, 1901: 11647) ausmachte. Der Herrscher, er trug den Titel eines Rānā, der die Wurzeln seiner Familie auf Prithviraj, den letzten Hindu-Kaiser von Delhi zurückführte, stammte in historischer Zeit von Dedh Rao ab, der, nachdem er aus Nāndol vertrieben wurde, sich zunächst in Tharād etablierte. Sieben Generationen später verlor der Rānā Punjā in einer Schlacht, in der er auch fiel, dieses Gebiet. Sein Sohn Waza und 23 weitere Generationen herrschten dann bis 1947. Die letzten fünf Herren, zur Kolonialzeit, waren: 1) Jalamsinhji, 2) Sadarsinhji (r. 1854), 3) Umedsinhji (*1848, reg. 1868, † Juni 1884), 4) Chandrasinhji Umedsinhji (*1854, reg. Jun 1884, † 25. Mai 1924), 5) Harisinhji Chandrasinhji (*1889, reg. 1924–1947)

Mehrere Thānā Circles fassten Zwergstaaten zusammen:
In diesen Gebieten wurde die Gerichtsbarkeit durch die eingesetzten Agenten ausgeübt.
- Kankrej, seit 1819 unter Protektorat, war bis 1844 Teil der Mahi Kantha Agency. Der Circle hatte 2090 km² und 1901 noch fast 39000 Einwohner, von deren 31181 Rs. Steuern 5590 an Baroda abzuliefern waren.
- Der Circle Diodār (933 km²) hatte 114 Dörfer, von denen 12 zum gleichnamigen Ländchen gehörten. Er schloss außerdem Tervāda (= Terwara) mit ein. Dessen Thākur und erhielt seine 322½ km² 1822 von den Briten, die das Gebiet von Palanpur abspalteten. Ebenfalls dazu gehörte noch Bhābbar.
- Vārāhi, bestand auf 774 km² mit gut 13000 Einwohnern in 51 Dörfern, die 1901 40000 Rs Steuern ablieferten.
- Suigam, Santhālpur mit Chadchāt bildeten zusammen mit dem Staate Vāv den gleichnamigen Circle.
- Die 7 km² des Deesa Cantonment wurden separat verwaltet.